# Pierre Henri Hugoniot
Pierre Henri Hugoniot (1851 – 1887) è stato un ingegnere francese, scopritore dell'equazione di Rankine-Hugoniot.

## Biografia
È anche autore di un teorema di fluidodinamica, che da lui prende nome. Si laureato presso l'École Polytechnique. Fu professore di meccanica e balistica a la scuola d'artiglieria di Lorient, e direttore del laboratorio d'artiglieria della marina. 
Il teorema di Hugoniot riassume il comportamento di un fluido in funzione del rapporto fra la velocità di un corpo che si muove in fluido, ovvero la velocità impressa da una forza esterna al fluido stesso, e quella delle sue onde di superficie (numero di Mach in aviazione), e la forma convergente/divergente entro la quale il fluido si muove. 
Il teorema è il seguente:
| Forma del mezzo di propagazione | Velocità del fluido {\displaystyle v>v_{S}}, velocità delle onde di superficie, numero di Mach {\displaystyle M={\frac {v}{v_{S}}}>1} | Velocità del fluido {\displaystyle v<v_{S}}, velocità delle onde di superficie, {\displaystyle M<1} |
| ------------------------------- | --- | --------------------------------------------------------------------------------------------------- |
| in un convergente               | Il fluido rallenta e il livello rimane costante                                                                                       | Il fluido accelera e il livello sale                                                                |
| in un divergente                | Il fluido accelera e il ivello rimane costante                                                                                        | Il fluido rallenta e il livello si abbassa                                                          |